# Neuroleon (Neuroleon) signatus
Neuroleon (Neuroleon) signatus is een insect uit de familie van de mierenleeuwen (Myrmeleontidae), die tot de orde netvleugeligen (Neuroptera) behoort. 
Neuroleon (Neuroleon) signatus is voor het eerst wetenschappelijk beschreven door Navás in 1917.